# Církev sjednocení

Symbol Církve sjednocení

Federace Rodin za světový mír a sjednocení (anglicky Family Federation for World Peace and Unification) založená jako Společenství Ducha Svatého pro sjednocení světového křesťanství (anglicky The Holy Spirit Association for the Unification of World Christianity) běžně nazývaná jako Církev sjednocení (anglicky Unification Church) je nové náboženské hnutí. Bylo založeno 1. května 1954 v Jižní Koreji Son-mjong Munem. Církev sjednocení je též někdy v češtině uváděna jako Moonova sekta (anglicky Moon sect), nebo také Moonisté či Munisté (anglicky Moonies), což může být vnímáno negativně.
Hnutí se hlásí k odkazu křesťanství, přičemž vychází z učení a výroků zakladatele Hnutí Sjednocení reverenda Muna, které jsou shrnuty především v knize Boží Princip, jejíž autory jsou Son-mjong Mun a jeho žák Ju Hjo-won. Kniha vydaná poprvé v celku v roce 1952, v upravené edici v roce 1966, v angličtině v roce 1973 a v češtině v roce 1998 je věřícími chápána jako „nové vyjádření pravdy“. Podle The Encyclopedy of Christianity, S. Hunta se jedná o synkretické náboženské hnutí.
Církev sjednocení působí asi ve 100 zemích světa. Zejména v Jižní Koreji, v Japonsku a USA. Celosvětové odhady počtu členů se velmi různí, a to v rozmezí od méně než 100 tisíc do 1 milionu, přičemž samotná církev a některé nezávislé zdroje uvádějí zhruba 3 miliony. Některé zdroje odhadují 5 až 7 milionů členů.
Po smrti reverenda Muna vede církev jeho manželka Hak-ča Han.

## Historie

### Munovo zjevení
Mun tvrdí, že se o Velikonocích roku 1936 (tehdy mu bylo 16 let) usilovně modlil na stráni jedné hory a zjevil se mu Ježíš. Ten mu řekl, že byl vyvolen, aby se stal jeho nástupcem a dokončil dílo, které Ježíš započal, tedy vytvoření Božího království na zemi. Podobným způsobem prý Mun později komunikoval s Abrahámem, Mojžíšem, Buddhou i Bohem. Tato sdělení pak byla použita pro interpretaci Starého a Nového zákona v základním textu Církve sjednocení – Božím Principu.

### Počátky hnutí
Počátky hnutí sahají až do roku 1940, kdy začal Son-mjong Mun svou misionářskou činnost v Severní Koreji v Pchjongjangu. Vzhledem k tomu, že jeho nauka církve obsahovala prvky silného antikomunismu, byl uvězněn a na dva a půl roku odeslán do pracovního tábora, odkud byl vysvobozen až během korejské války. Odjel do Jižní Koreje, kde začal hlásat své učení označované zde jako Tong-Il. Církev byla založena až v roce 1954 a její význam výrazně vzrostl teprve s rozšířením na Západ, resp. do Spojených států amerických, kam se Munovo učení dostalo v roce 1959 prostřednictvím misionářky Young Oon Kim, a teprve v roce 1971 do USA přicestoval také Mun.
V České republice vzhledem k Zákonu o církvích (3/2002 Sb.).[ve zdroji nenalezeno]

### Historie vČesku
Počátky hnutí v Československu sahají do roku 1968, kdy do východní Evropy přišla první vlna misionářů. V říjnu 1968 byla Emilie Steberl (1932–1981) pověřena Paulem Wernerem, tehdejším vedoucím církve v Rakousku, aby zahájila misi Sjednocení v Československu. Členové byli pronásledováni a vězněni. Steberlová studovala slovenštinu v Bratislavě a účastnila se také protestních akcí na paměť Jana Palacha. Po roce 1971 se církev začíná organizovat a v letech 1972 a 1973 proběhly republikové sjezdy. Steberlová musela roku 1970 opustit Československo, opakovaně se však k podzemním skupinám vracela a podporovala je.  V roce 1974 proběhlo se členy Církve sjednocení několik soudních procesů, v nichž byla naprostá většina členů komunistickým režimem odsouzena k vězení. Členka církve Marie Živná 11. dubna 1974 zemřela ve svých 24 letech ve vězení a je církví považována za první mučednici, která položila život při misijní činnosti v komunistických zemích. Všichni členové církve byli komunistickým režimem pronásledováni. Život církve a další rozvoj Hnutí v Československu nastal až po listopadu 1989.
Koncem 90. let 20. století podalo hnutí žádost o registraci v Česku, ale ministerstvo kultury ČR to odmítlo. Podle Davida Zbírala hnutí splňovalo podmínky příslušného zákona a tedy i v polistopadové éře se členové církve zřejmě stali obětí diskriminace ze strany státních institucí. V České republice se v roce 2001 k Církvi sjednocení při sčítání lidu přihlásilo 43 obyvatel. V roce 2011 to bylo 65 obyvatel.
Církev sjednocení založila mnoho různorodých a na první pohled nezávislých organizací. V Česku jde především o Federaci rodin za mír ve světě, Federaci žen za mír ve světě, studentské hnutí CARP a Akademie profesorů za mír ve světě. Ústředí je v Praze a další střediska byla v roce 2009 v Brně, Olomouci a Plzni.
Na podzim v roce 2009 byl na Masarykově univerzitě v Brně vypsán semestrální předmět RLB13 Církev sjednocení s cílem popsat nauku a praxi hnutí Sjednocení, zařadit hnutí do kontextu nových náboženských hnutí a porovnat specifika hnutí Sjednocení, včetně diskuse s čelným představitelem hnutí v České republice. Kurz byl vypsán i roku 2013.

Věková struktura Církve sjednocení (moonisté) v České republice roku 2011

## Učení
Učení Církve sjednocení je uvedeno v knize Boží Princip. V roce 1977 shrnul Frederick Sontag toto učení do 12 stručných bodů:
1. Bůh: Existuje jeden živý, věčný a pravý Bůh, osoba mimo prostor a čas, která má dokonalý rozum, cit a vůli, jejíž nejhlubší podstatou srdce je láska, která zahrnuje jak mužství, tak ženství, osoba která je zdrojem veškeré pravdy, krásy a dobra a která je stvořitelem a živitelem člověka, vesmíru a všech věcí, viditelných i neviditelných. Člověk a vesmír odráží jeho osobnost, charakter a účel.
2. Člověk: Člověk byl vytvořen Bohem jako speciální stvoření, vytvořených k Jeho obrazu jako jeho děti, podobné Jemu osobností i charakterem a vytvořených se schopností reagovat na Jeho lásku, být zdrojem Jeho radosti a sdílet Jeho kreativitu.
3. Boží touha pro člověka a stvoření: Boží touha pro člověka a stvoření je věčná a neměnná, Bůh chce, muži a ženy splňovat tři věci: za prvé, každý by měl růst k dokonalosti tak, aby se stal jedním s Bohem v srdci, vůli a konání, aby jejich mysl a tělo byly sjednoceny v dokonalé harmonii v centru s Boží láskou; za druhé být sjednoceni s Bohem jako manžel a manželka a dát vznik Božím dětem bez hříchu a tím založit rodinu bez hříchu a nakonec i svět bez hříchu; za třetí stát se pány stvořeného světa, kteří s ním ustanoví milující nadvládu ve vzájemných vztazích dávání a přijímání. Kvůli lidskému hříchu se nic z toho nestalo. Proto současným přáním Boha je vyřešit problém hříchu a obnovit všechny tyto věci, což přinese pozemské i nebeské Boží království.
4. Hřích: První muž a žena (Adam a Eva), byli dříve, než se stali dokonalými, pokoušeni archandělem Luciferem k nezákonné a nedovolené lásce. Kvůli tomu se Adam a Eva svévolně odvrátili od Boží vůle a účelu a přivodili tak sobě a lidské rase duchovní smrt. V důsledku tohoto Pádu, Satan uchvátil pozici pravého otce lidstva, takže všichni lidé se od té doby rodí v hříchu jak fyzicky, tak duchovně a mají hříšné sklony. Lidské bytosti proto mají tendenci bránit Bohu a Jeho vůli a žijí v nevědomosti co se týče jejich skutečné povahy a rodičovství a všeho co tím ztratili. Bůh tak trpí kvůli ztraceným dětem a ztracenému světu a musel neustále bojovat, aby je k Sobě navrátil. Stvoření sténá k porodu při čekání na sjednocení prostřednictvím pravých dětí Boha.
5. Kristologie: Padlé lidstvo může být obnoveno k Bohu pouze skrze Krista (Mesiáše), který přichází jako nový Adam aby se stal novým vedoucím lidské rasy, prostřednictvím kterého se může lidstvo znovu narodit do Boží rodiny. K tomu, aby Bůh poslal Mesiáše musí lidstvo naplnit určité podmínky, které obnovují to, co bylo kvůli Pádu ztraceno.
6. Historie: Obnovení probíhá prostřednictvím zaplacení odškodnění (odčiněním, odškodněním) za hřích. Lidská historie je záznamem Boží a lidské snahy provést toto odškodnění v průběhu času tak, aby byly naplněny podmínky a Bůh mohl poslat Mesiáše, který přichází aby zahájil konečný proces obnovení. Pokud některé snahy v naplnění podmínek odškodnění selžou, je třeba je opakovat, většinou pomocí jiné osoby po uplynutí jistého časového období. Proto historie vykazuje cyklické vzory. Historie vrcholí příchodem Mesiáše, čímž končí starý věk a začíná nový věk.
7. Vzkříšení: Proces vzkříšení je proces obnovy k duchovnímu životu a duchovní zralosti, v konečném důsledku sjednocení člověka s Bohem. Je to přechod z duchovní smrti do duchovního života. Toho je zčásti dosaženo lidskou snahou (skrze modlitbu, dobré skutky, atd.) s pomocí svatých v duchovním světě a dokončeno Božím úsilím přivést člověka k znovuzrození skrze Krista (Mesiáše).
8. Předurčení: Bůh předurčil absolutně, že všichni lidé budou k Němu obnoveni a vyvolil všechny lidi ke spasení, ale taktéž dal člověku část odpovědnosti (která bude splněna pomocí svobodné vůle člověka) za naplnění Jeho původní vůle a Jeho vůle k dosažení obnovení. Tato odpovědnost zůstává trvale na člověku. Bůh předurčil a povolal určité osoby a skupiny lidí pro určité odpovědnosti. Pokud tito selžou, musí jejich roli zastat jiní a musí být provedeno větší odškodnění.
9. Ježíš: Ježíš z Nazareta přišel jako Kristus, druhý Adam, (viz odkaz Třetí Adam) jednorozený Boží syn. Stal se s Bohem jedno, mluvil Boží slova a dělal Boží skutky, čímž ukazoval Boha lidem. Lidé ho však nakonec odmítli a ukřižovali a zabránili mu tak v budování Božího království na zemi. Nicméně Ježíš zvítězil nad Satanem v ukřižování a vzkříšení a tím umožnil duchovní spasení pro ty, kteří jsou znovuzrození skrze něho a Ducha svatého. Obnovení Božího království na zemi čeká na Druhý příchod Krista.
10. Bible: Písmo Starého a nového zákona jsou záznamem postupném Božím zjevení lidstvu. Účelem Bible je přivést nás ke Kristu a odhalit nám Boží srdce. Pravda je jedinečná, věčná, a neměnná, takže jakékoliv nové zprávy od Boha budou v souladu s Biblí a budou obsahovat hlubší vysvětlení. Nyní v těchto posledních dnech musí být Bohem sdělena nová pravda (v knize 'Boží Princip'), aby lidstvo bylo schopno dokončit to, co je zatím nedokončeno.
11. Konečné obnovení: Správné pochopení teologie se zaměřuje současně na vztah člověka s Bohem (vertikální) a na vztah člověka s jeho bližním (horizontální). Hřích člověka narušil oba tyto vztahy a způsobil tak všechny problémy našeho světa. Tyto problémy budou vyřešeny prostřednictvím obnovy člověka k Bohu skrze Krista a také prostřednictvím opatření jako zavedení vhodných morálních norem a postupů, utvářením pravých rodin spojujících všechny národy a rasy (orientální, západní a černošské), vyřešením napětí mezi vědou a náboženstvím, napravením ekonomických, rasových, politických a vzdělanostních nespravedlností a překonáním ideologií popírající Boha jako je například Komunismus.
12. Druhý příchod (Eschatologie): Kristův Druhý příchod nastane v našem věku, který se podobá době jeho prvního příchodu. Kristus přijde stejně jako dříve, tedy jako člověk v těl. Sňatkem se svou nevěstou v těle ustanoví rodinu a stanou se tak Pravými rodiči celého lidstva. Skrze naše přijetí 'Pravých rodičů' (Druhého příchodu Krista), naše uposlechnutí a jejich následování bude odstraněn náš původní hřích a my se posléze můžeme stát dokonalí. Tak započnou pravé rodiny naplňující Boží ideál a království Boží vůle bude ustanovena jak na zemi, tak i v nebi. Tento den je nyní na dosah.

Podle Davida Václavíka a Dušana Lužného lze rozdělit nauku Církve sjednocení do tři různých principů: princip stvoření, pád člověka a princip obnovy.
1. Princip stvoření: Tento první princip tvrdí, že Bůh stvořil svět podle svého obrazu. Celek skutečnosti se skládá z bipolarit. Jednotlivé entity jsou uspořádány podle zákona. Základní bipolaritu vyjadřují pojmy sung sang („vnitřní charakter“ – vnitřní, neviditelný aspekt stvořeného světa) a hjung sang („vnější forma“ – vnější, viditelný aspekt stvořeného světa). Vedle toho však existuje další bipolarita označovaná pojmy Jin a Jang. První zmíněná bipolarita Sung sang a Hjung sang odráží vztah duše (mysli) a hmoty (těla), zatímco jin – jang reflektuje vztah ženskosti a mužskosti. Hierarchie (základ čtyř pozic) pak zaručuje pořádek ve světě – Bůh resp. vyšší účel je postavený nejvýše, uprostřed je muž a žena a konečně děti jsou postaveny nejníže. Jak dále nauku charakterizují D. Václavík a D. Lužný: "Bůh je absolutní realitou překračující čas a prostor. Také základní energie Božího bytí je věčná. Působením této energie vstupují entity do vzájemného vztahu, jehož základem je činnost dávání a přijímání. Cílem je dosažení vyrovnaného a harmonického vztahu dávání a přijímání, tedy láska."[2] Podle učení Církve je nejvyšší úrovní vztahů vztah k Bohu. Správným rozvíjením vztahu dávání a přijímání je možné dosáhnout sjednocení s Bohem. Účelem stvoření je uskutečnění Nebeského království. Toho je možné dosáhnout díky naplnění tří biblických požehnání. První požehnání se týká podstaty člověka: Bůh stvořil člověka ke svému obrazu. Druhé požehnání mělo být naplněno prostřednictvím Adama a Evy tím, že by založili v čistotě a lásce ideální rodinu, ale selhali. Třetím požehnáním je postavení člověka jako prostředníka mezi Bohem a přírodou. Člověk má přírodu ovládnout k tomu, aby zdokonalil jak sám sebe tak i přírodu samotnou a vytvořil tak Nebeské království. Tak jako i vše ostatní musí i člověk projít třemi fázemi, a to vznikem (formováním), růstem a završením.[2]
2. Pád člověka: Podle učení Církve nedošlo ale k naplnění Božího plánu. Bůh člověka obdařil svobodnou vůlí a zodpovědností. Podobně jako všechno v univerzu také Adam a Eva procházeli třemi fázemi vývoje (vznik, růst, završení). Předtím než ale mohlo dojít k završení, Adam a Eva neuposlechli Božího příkazu a ve fázi růstu měli nedovolený pohlavní styk. V důsledku toho byla změněna orientace vztahu dávání a přijímání a došlo k odklonu od Boha a nastolení vztahu se Satanem. Takto došlo k pádu člověka a vzniku světa, "v jehož centru stojí Satan a všichni lidé se tak stali Satanovými dětmi."[2] Svět je tedy ovládán Satanem a lidé se zlou povahou přenášejí zlo. Prostřednictvím svých dětí potom vytvářejí zlé rodiny a tím i zlý svět.[2]
3. Princip obnovy: Podle učení Církve bylo prvotním účelem stvoření vybudovat Nebeské království na zemi. To znamená, že Bůh nakonec tento hříšný svět spasí a obnoví původní, bezhříšný stav. To je základem principu obnovení. Toto je perspektiva skrze, kterou Církev sjednocení nahlíží celé dějiny lidstva. Dějiny jsou pro ni dějinami obnovení a Boží snahy spasit padlé lidi. Na konci těchto dějin mají nastat Poslední dny. Bůh se již několikrát v lidských dějinách pokusil ukončit hříšný svět a obnovit původní dobrý svět. Lidé ale nedostáli svojí zodpovědnosti a zmařili Boží vůli. Učení tvrdí, že Bůh učil několik takových pokusů: v případě Noema Bůh nejprve zničil hříšný svět potopou, nicméně druhorozený Noemův syn Chám opět zhřešil. Dalším pokusem o obnovení původního světa bez hříchu byl příchod Ježíše Krista. Bůh seslal Mesiáše proto, aby založil dokonalou rodinu a vytvořil tak Nebeské království na zemi. Ježíš nesplnil toto poslání, jelikož byl ukřižován. Václavík a Lužný shrnují: "Podle nauky Církve sjednocení žijeme v současnosti v období Posledních dnů, tedy v období Druhého příchodu Krista. Dnešní situace se však od předchozích značně liší. Kristus při svém Druhém příchodu bude totiž úspěšný – Bůh sešle 'Pravé rodiče lidstva' a jejich prostřednictvím naplní účel stvoření. Během předcházejících dvou tisíc let Bůh podle principu obnovení připravil vhodné demokratické, sociální a právní prostředí, které Krista při Druhém příchodu ochrání."[2]

### Primární svaté texty
Hlavní text Církve sjednocení je kniha Boží Princip,  jejímž autorem byl zakladatel hnutí Sjednocení a dlouholetý prezident a mesiáš, reverend Mun. Jeho promluvy jsou také považovány za autoritativní výroky. Bible je vysoce oceňována a uznávána, ale používá se v Církvi sjednocení v menší míře.
V roce 2009 při ceremonii požehnání při příležitosti hromadných svateb (přes 7 tis. párů) v Církvi sjednocení dcera Pak Čong-huioho prohlásila: Připojuji se k mezi-náboženskému duchu. Líbí se mu způsob, jakým Církev sjednocení interpretuje Bibli, začleňuje Korán a buddhistické texty.
Munovo učení a výroky zahrnující unikátní interpretaci Bible, Koránu, hinduistických Véd, buddhistických textů, a ostatních náboženských systémů, v nichž Son-mjong Mun spatřoval jednotu a komplexní systém, jsou shrnuty především v knize Boží Princip.
V roce 2006 byla vydána publikace pod korejským názvem Čon Song Gjong s podtitulem Výběr z projevů Pravých rodičů obsahující výběr stěžejních Munových projevů a myšlenek, jež představují jeho klíčové ideje a učení. Publikace je sestavena jakožto shrnutí a rozšíření již dříve vydaného Božího Principu a především jako celoživotní dílo a odkaz Son-mjong Muna.  Předmluva knihu popisuje jako svatý text Nebeského království.

### Systematizace učení
Učení systematizoval Sang Hun Lee do ucelené filozofie, která obsahuje ontologii, kritiku hlavních tradičních pohledů na hmotu, teorii původní lidské povahy, gnozeologii (epistemologii), axiologii (teorii hodnot), etiku a teorii historie.

### Historicko-politický ráz učení
David Václavík a Dušan Lužný uvádějí, že eschatologie má v teologii Církve sjednocení významnou roli. Nauka Církve se vyhýbá násilnému apokalyptismu, ale naopak upřednostňuje zrání intuice, inteligence a duchovní síly. Její pojetí dějin je postaveno na neustálém boji dvou protichůdných sil, tedy jako boj mezi Bohem a Satanem. Jak tvrdí nauka Církve sjednocení Bůh opakovaně odděluje stranu Ábela od strany Kaina. Kain je vázán k Satanovi a naopak Ábel je vázán k Bohu. Tuto duality potom rozvíjí kniha Boží Princip, když představuje tezi, podle které je také současný svět rozdělený na komunistický svět typu Kaina a demokratický svět typu Ábela. Také další světové názory jsou obdobně rozděleny na stranu Kaina a Ábela. Světový názor Kainova typu spočívá ve zdůrazňování vnějších tužeb a svoje kořeny má už v helénismu, vzešel z renesance a rozvinul se přes osvícenství v ateismus a materialismus a vyvrcholil v marxistické ideologii, která se stala základem komunistického světa. Naproti tomu druhý, ábelovský světový názor hledá vnitřní hodnoty a orientuje člověka k hlubšímu hledání Boha. Svoje kořeny má v hebraismu. Rozvinul se v reformaci a vyústil ve zformování dnešního demokratického světa. Na základě této perspektivy nauka Církve sjednocení interpretuje existenci tří světových válek, ideologickou válku mezi komunismem a demokratickými zeměmi, nebo případ dnešního rozděleného Korejského poloostrova.
Podle nauky církve musí vyvolený národ dát základy pro definitivní oddělení od Satana tak, jak tomu bylo v případě Prvního a Druhého Izraele. V Prvním Izraeli připravili Izraelité toto oddělení svým utrpením, které prožívali více než 400 let v Egyptě. To také platí o utrpení křesťanů v Římské říše, vnímané jako ztělesnění Satanova světa. Stejně tak jako třetí Izrael musel rovněž korejský národ trpět čtyřicet let pod koloniální nadvládou Japonska.

### Tradice
V úvodu Knihy tradic Chung Hwan Kwank uvádí, že zakladatel hnutí reverend Mun v mnoha projevech upozornil, že je důležité, aby každý člen zdědil tradici od Pravých rodičů. Mun také zdůraznil, že významnou podmínkou pro naplnění tradice je jednat podle svého srdce a nikoliv jenom formálně (ve smyslu rituálu) Dále autor v knize popisuje jednotlivé tradice Církve sjednocení:
- Matching – výběr partnera dle fotografie reverendem Munem. Pro druhou generaci v církvi narozených dětí mohou převzít tuto úlohu rodiče.[44]
- Mezinárodní svaté svatby, nebo též Obřad požehnání (Blessing Ceremony) – svatební obřad většího počtu párů. Obřad je rozdělen na dvě části, Obřad svatého vína a Obřad svatého požehnání. Obřad je prováděn jak pro páry, které jsou vybrány matchingem, tak i pro dříve sezdané páry, nebo páry, které spolu již žijí a chtějí se vzít. Obřad není náhradou civilní svatby, která je věcí každého páru zvlášť. Od 90. let 20. století je možno se účastnit obřadu i pro nečleny Církve sjednocení. Počty párů sezdaných tímto způsobem mají vzrůstající tendenci (3, 33, 72, 124, 430, 43, 777, 1 800, 74, 118, 2 100, 6 500, 1 257, 1 267, 30 000[45]).
- Svaté dny Církve sjednocení:
  - Den Pravého Boha, (založen 1. ledna 1968) – do roku 2009 vždy 1. ledna, dále dle lunárního kalendáře – 23. ledna 2012[46]
  - Narozeniny Pravých rodičů (6. ledna 1920 - 6. ledna 1943) - Výročí korunovačního obřadu pro Kralování Boha (2001) Dle lunárního kalendáře - 28. ledna 2012[46]
  - Den Pravých rodičů, (založen 1. března 1960 dle lunárního kalendáře) – 28. ledna 2012[46]
  - Pravý den všech věcí, (založen 1. května 1963 dle lunárního kalendáře) – 20. června 2012[46]
  - Den Deklarace věčného božího požehnání, (také Chil Il Jeol, Založen 1. července 1991) – do roku 2009 vždy 1. července, dále dle lunárního kalendáře – 18. srpna 2012[46]
  - Den Deklarace říše kosmického sabatu pro rodiče nebe a země (také Chil Pal Jeol, založen 7. července 1997 dle lunárního kalendáře) – 24. srpna 2012[46]
  - Den Pravých dětí, (založen 1. října 1960 dle lunárního kalendáře) – 14. listopadu 2012[46]
  - Den založení Národa sjednoceného světa, (založen 3. října 1988) – do roku 2009 vždy 3. října, dále dle lunárního kalendáře – 16. listopadu 2012[46]

## Činnost
Podle Davida Václavíka je s Církví sjednocení spojeno mnoho různých aktivit, jak neziskových, tak podnikatelských. Církev nebo její řídící členové vlastní, řídí, nebo podporují projekty a organizace zapojené do dění v politice, kultuře, médiích, vzdělání, obchodu aj. Vlastnictví podílů v obchodních společnostech vytváří Církvi sjednocení zisk. Hnutí provozuje celosvětovou evangelizační činnost, zejména v USA (Ústředí ve Washingtonu, hlavní školicí centrum ve městě Tarrytown v New Yorku, USA) a Jižní Koreji; podle odhadů má zhruba 3 000 000 členů. Podle webu unification.org se církev věnuje i podnikatelským a mimonáboženským činnostem, které inicioval reverend Mun – jako jsou vědecké konference, kulturní výměna, zakládání škol a různé další společenské iniciativy. Thomas Robbins uvádí, že mezi podnikatelské činnosti církve patří vlastnictví galerie umění, farmaceutická firma, firma na čistění koberců, tiskařská společnost, obchod s ženšenem, rybářský průmysl, korejské muniční továrny, The Washington Times a další noviny. Dále uvádí, že do dalších oblastí zájmu Církve sjednocení spadají též hotely, banky a noční kluby v Uruguayi.
Církev sjednocení je jen jednou ze založených organizací Hnutí sjednocení. Son-mjong Mun a členové Církve sjednocení založili množství dalších organizací, například:
- Federace žen za mír ve světě[50]
- Federace rodin za mír ve světě
- Akademie profesorů za světový mír[50]
- CARP - Sdružení studentů pro výzkum Principu[50]

## Pronásledování
Církev byla pronásledována již od okamžiku svého vzniku.[zdroj⁠?!] Příkladem takového pronásledování v současnosti jsou únosy členů církve s cílem tzv. deprogramování mysli a násilné náboženské dekonverze. Výroční zpráva Americké komise pro mezinárodní náboženskou svobodu uvádí, že v Japonsku docházelo k únosům věřících Církve sjednocení (podobně jako v minulosti jehovistů) jejich rodinnými příslušníky, členové církve pak byli drženi v izolaci a příbuznými i „profesionálními de-programátory“ nuceni ke změně přesvědčení. Japonské soudy dříve rozhodovaly zamítavě s odkazem, že jde o rodinné záležitosti, které neporušují ústavu a odmítaly uznat něčí trestní odpovědnost na základě nedostatku důkazů. V případě člena církve Tora Gota, který byl týrán po dobu 12 let došlo nakonec civilními soudy k odsouzení jak členů rodiny, tak i jeho deprogramátorů–věznitelů k vysokým pokutám ve výši 130 000€, 30 000€ a 75 000€. Přestože se počet podobných případů snižuje na jednotlivé případy ročně, organizace pro lidská práva situaci členů Církve sjednocení v Japonsku monitorují.
V roce 1965 byla založena církev v Rakousku pod statusem náboženského společenství. V roce 1974 pak byl tento status bezpečnostními složkami státu (Sicherheitsdirektion Wien) odebrán z „formálních důvodů“ a „převodem shora“. Statut konfesní komunity byl církvi navrácen až 15. června 2015. V mezilehlých dekádách měla církev zakázánu jakoukoliv formu organizace a fakticky přešla do podzemí a trpěla stigmatem označení za kult a „nepřítele společnosti“. V 70. letech 20. století měl tehdejší ministr vnitra Otto Roesch represe vůči církvi součástí jeho osobní agendy. Poté, co k církvi přistoupila dcera úředníka z Grazu (Štýrského Hradce), staly se represe vůči církvi součástí obecných směrnic. Podle zástupců církve je registrace jako konfesionální komunity jen předběžným krokem na cestě k plnému uznání státu.
V Československu byla církev pronásledována Státní bezpečností pro svůj antikomunistický ráz od roku 1968 na základě absence Státního souhlasu k výkonu duchovenské činnosti. Po listopadu 1989 nastalo pro církev období svobody. Církev byla kritizována antikultovní organizací Exodos (Ekumenická společnost pro studium sekt a nových náboženských hnutí). Nástupce této organizace, Společnost pro studium sekt a nových náboženských směrů, zaujímá vůči církvi spíše neutrální postoj. Případná kritika v tomto prostředí nemůže ohrozit svobodu této církve ve veřejném působení.
Někteří kritici označují církev za nebezpečný kult. Mezi nejvýznačnější kritiky církve patří bývalá Munova snacha, která z hnutí vystoupila a nechala se s Munovým synem rozvést.

### Kontroverze pojmenování
Problémy při transkripci z korejštiny mohly mít vliv na vznik kontroverzních pojmenování, které členové Církve sjednocení považují za problematické, nevhodné až urážlivé. Takovými označeními jsou Munisté/Moonisté, i Moonova sekta/Munova sekta Slovo sekta – sect, a také slovo kult – cult, mají v angličtině i v češtině funkci odborných religionistických a sociologických termínů, ale zároveň mohou být chápány jako nadávky či zesměšňování, ať už úmyslné nebo nechtěné. V závislosti na mluvčím a kontextu mají negativní, pejorativní nebo ideologickou konotaci, jak argumentují například P. Repstad, Z. Vojtíšek, D. Zbíral a B. van Driel a J.Richardson.
Označení Moonova sekta je přesto široce používané napříč společností odbornou i laickou. Používá ho laická veřejnost zastoupená médii (například Ivo Budil ve veřejnoprávním Českém rozhlasu) a to nejen v Česku, ale třeba i na Slovensku, ve Francii a v USA. Stejně tak je používána i odbornou veřejností v zahraničí i v Česku (např. Pavel Mühlpachr, nebo oficiální překlady odborné religionistické literatury). Příkladem laické veřejnosti, v religionistických tématech, je psycholožka a psychoterapeutka Tatiana Rusnáková, která identifikuje Církev sjednocení jako Moonovu sektu ve své publikaci.

### Psychologická a sociologická hodnocení
V souvislosti s Církví sjednocení se objevily zprávy o možném užití psychické manipulace nebo vymývání mozků členů (ačkoliv účinnost vymývání mozků není dokázaná). Například Zbíral uvádí, že komunitám bylo především vyčítáno, že lidem vymývají mozky, nedopřávají členům dostatek spánku a indoktrinují je. Podle něj není zřejmé, zda byly výčitky především ze strany antikultovních autorů oprávněné či nikoliv, ale od původních komunit bylo až na výjimky upuštěno a většina členů žije ve vlastních domech. Ovšem, jak připouští i Yamamoto, někteří odborníci (konkrétně Bromley a Shupe) došli k závěru, že psychologické zneužívání nebylo v Církvi široce rozšířené a týkalo se jen některých komunit, zvláště komunity v Oaklandu v Kalifornii. Podle něj k těmto případům docházelo především v 70. a v 80. letech 20. století. Bývalý lídr oaklandské komunity a později prezident Církve sjednocení v USA Mose Durst později uznal, že docházelo k jistým chybám, aniž by se ale přímo vyjadřoval k otázce psychické manipulace nebo vymývání mozků: "Stala se řada chyb, ale žádná z nich nebyla zlomyslná, vypočítavá, nezákonná nebo záměrná".
Vůči teorii vymývání mozků existuje řada odborných výhrad. V rámci religionistických diskuzí se hovoří o tom, že jde o pojem, který nevhodně nahrazuje mnohem případnější pojem náboženské konverze anebo socializace. Například autoři jako J.G. Melton, D. Lužný, J. Richardson a M. Introvigne vidí otázku vymývání mozků ve vztahu k ideologii antikultovního hnutí. Jako problematickou vidí tuto teorii také Z. Vojtíšek.

#### Obviňování zvymývání mozků
Obvinění z takzvaného vymývání mozků (anglicky brainwashing), kontroly mysli (anglicky mind-control) a nátlakového přesvědčování (anglicky coercive persuasion) vznesená v 80. letech 20. století proti Církvi sjednocení a jejím členům byly založené na teoriích, které v převážné většině nemají podporu sociologů. Socioložka náboženství Eileen Barkerová, zakladatelka sdružení INFORM (Information Network Focus on Religious Movements) namítla, že Církev sjednocení a další náboženská hnutí té doby „prokazatelně neměla přístup k takovým neodolatelným a nevratným technikám, které údajně měla“. V roce 1987 odborníci spolu s American Psychological Association odmítli hypotézy těch, kteří obvinili Církev sjednocení z vymývání mozků a nátlakového přesvědčování s tím, že jejich „závěry nemohou být považovány za vědecké v žádném myslitelném významu“.
Od roku 1990 soudy Spojených států amerických důsledně odmítají svědectví o kontrole mysli (brainwashingu) s odůvodněním, že tyto teorie nejsou součástí přijímané vědy podle tzv. Frye standardu roku 1923.

#### Obrácení a náboženská identita
Člen antikultovních hnutí Spiritual Counterfeits Project a Christian countercult movement a dle Roberta Bowmana autor knih s antikultovní a apologetickou tematikou J. Isamu Yamamoto prezentoval pohled, že obracení k Munovu učení, tedy konverze, má probíhat v následujících krocích:
1. Setkání – První kontakt má být obvykle učiněn pomocí dobře oblečených a upravených usměvavých mladých lidí ve věku přes dvacet let. Též podle teologa Aleše Opatrného mají většinou působit na místech, kde se pohybuje větší množství lidí: vysoké školy,[92] nákupní centra, letiště, knihovny apod. Jejich cílem má být pozvání nových potenciálních členů do střediska, často na večeři, případně alespoň získání jejich telefonního čísla a jmen. Při večeři v středisku má být část stávajících členů rozptýlena mezi pozvané hosty a další jsou přiřazení ke konkrétním pozvaným. Řečník přednese připravenou přednášku. Potenciální členové mají být pozváni na seminář.[16]
2. Seminář – Seminář má trvat 3, 7, 21 nebo 120 dní a konat se buď v kostele, školícím středisku, na statku nebo ve venkovském útulku. Na semináři má panovat přísný řád (pevně dané časy pro jídlo, cvičení, přednášky atd.) a potenciální členové nemají nezůstávat ani chvíli o samotě. Mají být rozděleni do malých skupin, které mají svého vedoucího, který má mít nad děním naprostou kontrolu. Během semináře má být u potenciálních členů vytvářena potřeba, že musí někam patřit, touha být sám má být označována za projev strachu a odcizení. Přednášky mají být stále emocionálnější. Poté mají být návštěvníci semináře vyzváni ke vstupu do hnutí. Člen církve, který se dané osobě věnoval nejvíce, na ni má naléhat, přemlouvat ji a úpěnlivě ji prosit (třeba i včetně pláče a slibování).[16]
3. Indoktrinace – Po připojení k hnutí se od nového člena má údajně očekávat, že během prvních dvou týdnů odevzdá veškerý svůj majetek hnutí. V nováčcích má být pěstována závislost na hnutí a nedůvěra k okolnímu světu. Má jim být vsugerováno, že kdo stojí mimo hnutí, má být pod vlivem Satana a ten že prý působí nejsilněji skrze ty nejbližší. Postupně má docházet k jejich odcizování, zejména ke ztrátě rodičů a nejbližších přátel. Členové církve mají údajně tvořit náhradní rodinu, ke které se jedinec má plně upnout.[93] Režim v komunách má být ještě přísnější, než během semináře; Církev údajně nedopřává členům dostatek spánku[22] (jen pět až šest hodin denně[16]). V tomto období mají být nováčkům sděleny podrobnější informace o Munovi a jeho skutcích. Mun má být nazýván jako Mistr nebo Otec, spolu s manželkou pak mají být nazýváni jako Dokonalí rodiče. V tuto dobu mají nováčci získávat peníze buď vyprošováním darů a prodejem květin nebo sladkostí, zároveň jim má být vštěpováno, že jakožto Boží děti mají právo obelhávat Satanovy děti (tj. okolní svět). Pokud je tou dobou nováček zesláblý (nemocí nebo únavou), má hnutí údajně tvrdit, že je jeho tělo napadeno Satanem, případně má být obviněn ze sobectví. Pokud se nováček pokusí odejít, má mu být údajně mu tvrzeno, že duchovně zemře a jeho těla se zmocní Satan.[16]

### Prohlášení za Mesiáše
David Václavík uvádí, že podle učení Církve existuje mnoho systematických doktrín a náznaků, které mají věřící přesvědčit, že reverend Mun je Třetím Adamem a tedy Mesiášem. Podle 'Božího principu' totiž Pán druhého Adventu přijde z Východu (tedy z Koreje) a jeho narození přibližně odpovídá Munovu narození. V roce 1992 reverend Son-mjong Moon prohlásili sebe a svou manželku Hak-ča Han Moon za mesiáše. Již dlouho před oficiálním potvrzením je členové Církve sjednocení oba za mesiáše považovali. Původně měl ve vedení církve pokračovat zakladatelův syn Hyung Jin Moon.
Církev sjednocení byla vedena reverendem Munem až do jeho smrti 3. září 2012, přičemž bylo uvedeno, že jeho manželka Hak-ča Han Mun a jejich synové Hjong-džin Mun and Kuk-džin Mun  se ujmou vedení církve. Vedením Federace rodin za světový mír a sjednocení (Církev sjednocení) byla nakonec pověřena zakladatelova manželka Hak-ča Han Mun, která pokračuje v odkazu svého manžela.

### Hromadné svatby
Konají se obřady tzv. požehnání do manželství (Blessing ceremony). Kritici, kteří církev viní ze sektářských praktik tvrdí, že hromadné svatby jsou důkazem, jak Mun svým stoupencům vymývá mozek, zatímco přívrženci církve si běžně nechávají partnera vybrat, protože jsou přesvědčení, že Mun má schopnost božských vnuknutí. Mun si dává záležet na tom, aby tak vzniklá manželství byla rasové smíšená. Je to to, o čem sjednocení má být. Mezirasové, mezinárodní a mezikulturní manželství je podle stoupenců církve nejlepší cestou ke světovému míru. Mezirasová manželství mají být nástrojem boje církve proti rasismu a národním identitám, které jsou překážkou jí prosazovaného světového sjednocení.
V Koreji byly hromadné svatby pořádané reverendem Munem zvláště kritizovány, protože tzv. „matchmaking“ a výběr partnera by měl být dle korejských tradic buď věcí každého člověka, nebo odpovědností rodičů, nikoliv cizí církve, nebo reverenda Muna.[zdroj?] V České republice působí jak hromadné svatby, tak i doporučování partnera velmi nezvykle a jsou předmětem kritiky.[zdroj?] Ve staré Koreji bývali mladí lidé dáváni dohromady dohazovačem (anglicky „matchmaker“ – bez negativní konotace), kterým byla většinou stará žena v jejich vesnici. Mnoho dnes starých Korejců si pamatuje, že v den svatby potkali svého partnera podruhé, nebo také poprvé v životě.
Robert Epstein, na tiskové konferenci k události Why Arranged Marriages Work konané 12. března 2012 v New Yorku uvedl, že jeho výzkum prováděný od roku 2003 naznačuje, že domluvená manželství v Církvi sjednocení fungují stejně jako dohodnuté sňatky v jiných kulturách a jistě mnohem lépe než je průměr ve Spojených státech.

### Vztah khomosexualitě
Mun opakovaně zdůrazňoval preferenci pro manželství mezi muži a ženami a sex muže a ženy za jediný platný model. Mun se ostře vyslovil proti homosexuálním aktivitám. V projevu ke členům církve přirovnal homosexuály ke „špinavým hnůj pojídajícím psům“ a spojoval homosexualitu s problémem volného sexu.
V praxi Církve sjednocení se podle Robinse projevuje odpor k homosexualitě následujícími postoji:
- Aktivně homosexuální osoby nejsou přijímány za členy.
- Aktivně homosexuální osoby mají zakázaný vstup na obřady.
- Členové církve jsou učeni, aby nenáviděli hřích, ale milovali hříšníka.
- Homosexuální chování je považováno za deviaci od rodiny.[ujasnit][106]

### Organizační struktura
Některé pochybnosti ukazují na nenáboženský původ aktivit církve. Frederick Sontag prohlásil: „Jedna věc je jistá: církev (sjednocení) má opravdovou duchovní podstatu.“[zdroj?] Německý nejvyšší soud dospěl k podobnému závěru v řešení Schengenského zákazu. Oproti tomu Robbins uvádí, že kvůli podnikatelským aktivitám církve má komplex Moonových organizací spíše korporátně-ekonomický, než náboženský charakter.
B.A. Robinson v eseji o náboženské toleranci, kterou vydala Ontario Consultants, napsal: "Přece jen existuje potenciální negativní stránka na členství v Církvi sjednocení. Jejich kmenoví členové jsou rozhodnuti se podřídit silné disciplíně, což může vést k hluboké oddanosti církvi. Musí zůstat v celibátu před sňatkem, zdržet se alkoholu a kouření a pracovat dlouhé hodiny. Skupina se může stát celým jejich životem, zdrojem jejich náboženských, kulturních, společenských a dalších podpůrných sítí. Pokud přijdou o iluze kvůli nějakému aspektu církve, tato menšina neobvykle oddaných členů zjistí, že je velmi těžké opustit organizaci a vzdát se těchto podpůrných sítí. Když odejdou, zlobí se často na sebe a na církev a věří, že pravděpodobně promarnili roky svého života v rámci skupiny. Tento problém je společný pro všechny horlivé denominace, které vyžadují větší závazek vůči skupině, mezi jinými např. Svědkové Jehovovi, Mormoni, kněží a jeptišky v Římskokatolické církvi."

### Financování aktivit církve
Kritici[kdo?] poukazují na nesrovnalosti v používání peněz. Zdůrazňují roli církve v Munově osobním obohacení. Christopher Stewart popisuje tvrdí, že Munova rodinná situace je „luxusní a privilegovaná“ a Nansuk Hongová ji popisuje jako „marnotratnou“.[zdroj?]
Nansuk Hongová, bývalá Munova snacha a manželka Hjo-džin Muna (nejstaršího syna Muna a Hak-ča Han), která žila s Munovou rodinou 14 let, popisuje Církev sjednocení jako „hotovostní operaci“.[zdroj?] Zároveň zdůraznila, že probíhaly pochybné pohyby peněz, například: „Japonci neměli problém přinášet peníze do Spojených států; řekli celníkům, že jsou v Americe kvůli hazardním hrám v Atlantic City. Navíc mnoho obchodů církve bylo používáno pouze pro převod peněz, včetně několika japonských restaurací v New York City. Viděla jsem zásilky peněz z vedení církve, které šly přímo do trezoru ve skříni paní Munové.“[zdroj?]
Podle odpůrců církve v 90. letech 20. století, tisíce japonských seniorů tvrdily, že byly Munovými následovníky údajně podvodem připraveny o své celoživotní úspory. Dle odpůrců církve byla církev v Japonsku roku 1997 předmětem vyšetřování podvodu. Následně byly na církvi údajně vysouzeny stovky milionů jenů, včetně 37,6 milionu jenů, jež musela církev zaplatit dvěma ženám, které byly předtím přinuceny darovat majetek církvi.[zdroj⁠?!]

### Omezení pohybu lídrů církve vSchengenském prostoru
Manželé Munovi byli od roku 1996 na seznamu Schengenského informačního systému. Následkem toho jim byl zamezen vstup do některých západoevropských zemí. Důvodem zákazu bylo dle sdělení soudu: „Celosvětové šíření totalitární teokracie pod korejským vlivem, která se staví proti německé demokracii, podkopávání rodiny tím, že mladí dospělí lidé opouštějí své rodiče a obětují se Církvi sjednocení a vytváření špatného vlivu na mládež pomocí manipulace mysli a vymývání mozků (brainwashingu)“.
Představitelé církve označili obvinění za nepodložená a tento krok za porušení náboženské svobody, jelikož německá vláda prý takto zneužila Schengenský seznam k zastavení šíření církve. Po 11 letech, 11. listopadu 2006 německý nejvyšší soud zákaz zrušil a prohlásil: „Musí být náležitě zváženo, že v souladu se Schengenskou smlouvou zápis do seznamu současně znamená existenci nebezpečí pro veřejnou bezpečnost. Není zřejmé, že návštěva manželů Munových by mohla způsobit takové nebezpečí, které by ospravedlňovalo další setrvání manželů Munových na seznamu.“

### Obchodní aktivity vKLDR
Církev založila v Severní Koreji automobilku jménem Pyeonghwa Motors. Zakladatel církve Mun v závěti odkázal celou automobilku severokorejskému režimu.

### Vztahy sjudaismem
American Jewish Committee (AJC, volně přeloženo jako Americký židovský výbor) vydal v roce 1976 zprávu rabína A. Jamese Rubina o antisemitismu, kde se tvrdí, že Boží princip obsahuje „pejorativní jazyk, stereotypní zobrazení a obvinění z kolektivního hříchu a viny“. Ve společné tiskové konferenci AJC a představitelů katolické a protestantské církve účastníci diskuze uvedli, že text „obsahuje více než 125 anti-Židovských odkazů“. Účastníci konstatovali, že Munovo dílo a názory v něm obsažené považují za „antisemitské a protikřesťanské postoje“ a vyzvali ho ke „komplexnímu a systematickému odstranění“ takových odkazů v Božím principu jako důkazu jeho dobré vůle.
V roce 1977 vydala Církev sjednocení vyvrácení této zprávy ve kterém tvrdí, že nebyla ani ucelená ani smířlivá, ale spíše měla „nenávistný tón“ a byla naplněná „povrchními obviněními“. Církev popřela, že Boží princip učí antisemitismus a poukázala na 17 konkrétních obvinění ze zprávy AJC, které měly být pokroucením učení církve a zastřením reálného obsahu, nebo že tyto části byly přesným shrnutím židovského Písma nebo částí Nového zákona.
Frederic Sontag ve své knize po 11 měsících studia Církve sjednocení uvedl, že antisemitismus není církví uznáván a že církev naopak zaznamenala nezvykle vysoké procento konvertitů z židovství, kteří církev jako antisemitistkou nevidí.
V roce 1984 Mose Durst, prezident Církve sjednocení v USA a sám konvertita z judaismu, řekl, že židovská komunita byla „nenávistná“ v důsledku růstu Církve sjednocení a přisoudil vinu oběma: Židovské komunitě kvůli „nejistotě“ a Církvi sjednocení kvůli „mladické horlivosti a neznalosti“. Rudin, v té době ředitel národních mezinábožensých záležitostí AJC, řekl, že Durstovy poznámky byly nepřesné a nespravedlivé, protože „slovo ‚nenávistný‘ je příkré“.
Munovo prohlášení o tom, že oběti holokaustu platí za ukřižování Ježíše, jsou hlášena z celé řady zdrojů, včetně oficiálního záznamu Parlamentu Spojeného království. Sociolog zaměřující se na nová náboženská hnutí Davida G. Bromley v roce 1994 naznačil, že tato prohlášení jsou důvodem pro to, aby byla Církev sjednocení „považována za antisemitskou“.
Roku 1989 vůdci Církve sjednocení Peter Ross a Andrew Wilson vydali Pokyny pro členy Církve sjednocení ve vztahu k židovskému národu, kde uvádí, že v „minulosti došlo k vážným nedorozuměním mezi Judaismem a Církví sjednocení. Za účelem objasnění těchto obtíží a pro vedení členů Církve sjednocení v jejich vztazích s Židy, Církev sjednocení navrhuje následující pokyny.“ Následuje devět směrnic a závěr:
1. Církev sjednocení odsuzuje antisemitismus – Reverend Mun prohlásil: „Hnutí sjednocení kategoricky odsuzuje antisemitismus, nejvíce odpornou, bídnou a krutou formu nenávisti.“[127] Členové mají životem víry v blízkosti „srdce Ježíše“ mají následovat jeho příkladu a milovat jak cizince, tak i nepřítele, který je pronásleduje a v takové víře nemají mít žádný prostor pro antisemitismus nebo předsudky jakéhokoliv druhu.[126]
2. Učení principu a antisemitismus: učedníci reverenda Muna sepisující učebnice Božího principu neměli kontakt s židy ani povědomí o problému antisemitismu. Některé texty sice obsahují jazyk, který byl mohl být údajně antisemitský, jelikož podobný charakter má již Nový zákon, ale Boží princip sám je učení lásky a respektu, jehož cílem je ukončit všechny nenávisti, fanatismy a zla. Proto nemá žádný prostor pro antisemitismus v jakékoliv formě.[126]
3. Současné židovství není totožné s biblickým: Všichni lidé mají být Boží děti a všechna hlavní náboženství byla inspirována Bohem k obnově lidí v jejich konkrétní oblasti, době a situaci.[126]
4. Ukřižování a židé: Na Ježíšově ukřižování se podíleli pohané (Římané), křesťané (zrazení Jidášovo, zapření Petrovo) a židé (někteří židovští vůdci), tedy zástupci celého lidstva.[126]
5. Skutečnost, že Ježíš z Nazareta nebyl přijat jako Mesiáš nebyla nedostatkem víry lidu v Boha: Když texty Božího principu odkazují na nevíru, jde o překlad korejského slova „mitom“, které znamená „nevěřit někomu“. Texty tedy odkazují na to, že lidé v důsledku špatného vedení či neinformovanosti neuvěřili Ježíšovi, ačkoliv pevně věřili v Boha.[126]
6. Utrpení židů není trest od Boha: Boží trest pro židy, jehož náznaky se objevovaly ve starších textech Božího principu, není nikde v textu Přehledu principu (Outline of Principle) a není v souladu s učením Božího Principu. Bůh usiluje o obnovení celého lidstva a základním principem je obnovení odškodněním. Utrpení židů před ukřižováním i po něm je stejně slavnou obětí jako oběť Ježíšova. Židé a křesťané jsou bratři a měli by jít cestou odškodnění společně.[126]
7. Pokračování Role židů jako vyvoleného Božího lidu: učení Božího principu uvádí, že Bůh vede všechny světová náboženství, včetně judaismu, které je navíc vyvoleno pro ústřední roli v Boží prozřetelnosti. Reverend Mun prohlásil, že judaismus je starší bratr křesťanství a Církve sjednocení. V roce 1976 řekl: Tato tři náboženství jsou skutečně tři bratři v Boží prozřetelnosti. Tedy Izrael, Spojené státy a Korea, národy, kde jsou založeny tato tři náboženství, ... se musí spojit v jednotném úsilí a přispět ke sjednocení světových náboženství a ke sjednocení celého světa.[126][127]
8. Stát Izrael: Unifikacionisté potvrzují právo Židů žít jako svobodní lidé v zemi Izrael a mohou se snadno vcítit do situace státu Izrael, neboť situace Jižní Koreje je podobná.[126]
9. K evangelizaci židů: Církev sjednocení potvrzuje svou věrnost Božímu slovu „učit všechny národy“ (dle Matouše 28:19–20) a snahu šířit poselství Božího principu všem lidem. Nicméně unifikacionisté nemají žádný zvláštní zájem na konverzi židů, neboť učení Božího principu nabádá k osvětě křesťanství a jejich přípravě na přijetí Pána druhého příchodu, tedy přistupují k židům jako ke komukoliv jinému.[126]
10. Závěr: I když se náboženské doktríny liší, Bůh všech náboženství je jeden, a jeho jedinou vůlí je vytvořit ideální svět míru a štěstí. Církev sjednocení věří, že Bůh, který všechny vede k této své vůli, vede také upřímné židy, lidi všech náboženství a také lidi svědomí. Proto hájí svobodu židů a všech lidí praktikovat svou víru kdekoliv a kdykoliv.[126]

Encyclopedia Judaica v roce 2008 označila prohlášení a pokyny vyplývající ze vzájemných kontaktů judaismu a Církve sjednocení za „vynikající“.

### Jiná kritika
Zbíral uvádí, že církev byla též obviněna v souvislosti se silným antikomunismem z podpory pravicového extremismu (např. Národní fronty Jean-Marie Le Pena) a diskriminace žen. Výslovně však uvádí, že není zřejmé, zda byla kritika opodstatněná.[chybí lepší zdroj] Výbor Evropského parlamentu pro mládež, kulturu, vzdělání, informace a sport Církev sjednocení v roce 1984 obvinil z toho, že „rozbíjí rodiny“. Nicméně k tomu uvádí, že i pokud tomu tak bylo, tak od komunit bylo až na výjimky upuštěno a nyní žije většina členů ve vlastních domech.[chybí lepší zdroj]